# Reel Big Fish

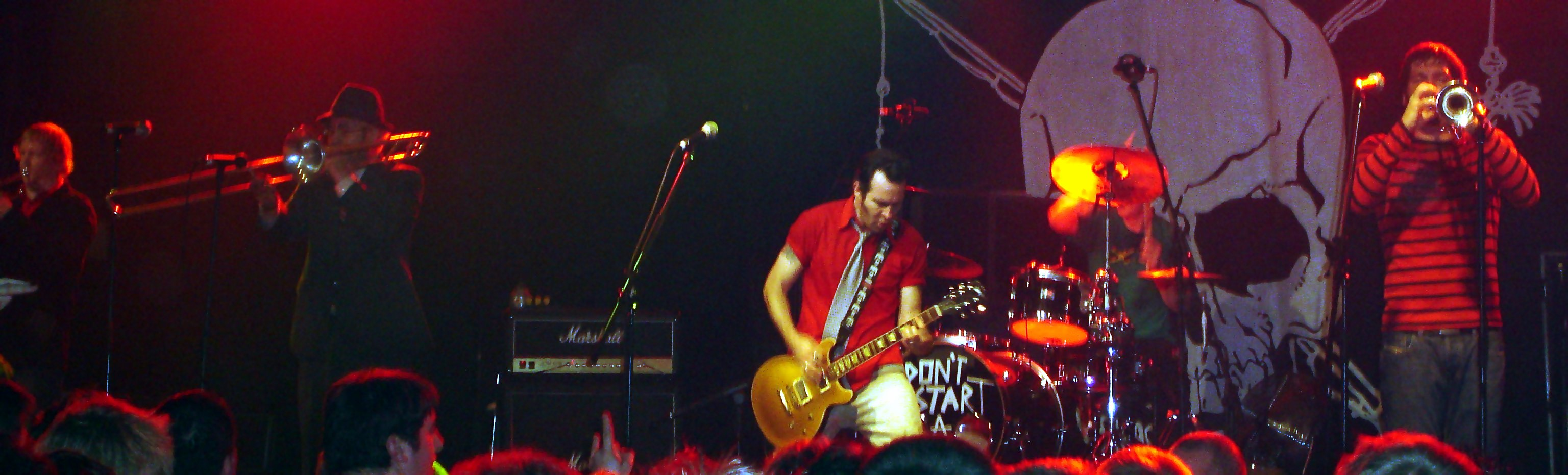
Reel Big Fish

Reel Big Fish är ett amerikanskt ska-punkband som bildades 1992 i Huntington Beach, Kalifornien. De hade 1997 en hit med låten "Sell Out".

## Medlemmar

### Nuvarande
- Aaron Barrett - sång, gitarr
- Dan Regan - trombon, sång
- Derek Gibbs - bas
- Scott Klopfenstein - sång, trumpet, gitarr, keyboards
- John Christianson - trumpet, sång
- Ryland Steen - trummor

### Tidigare
- Ben Guzman - sång
- Zach Gilltrap - keyboards
- Lisa Smith - gitarr
- Eric Vismantes - trumpet
- Stephan Reed - saxofon
- Robert Quimby - trombon
- Adam Polakoff - saxofon
- Grant Barry - trombon
- Andrew Gonzales - trummor
- Tavis Werts - trumpet
- Carlos de la Garza - trummor
- Tyler Jones - trumpet
- Justin Ferreira - trummor
- Matt Wong - bas, sång

## Diskografi
- 1996 – Everything Sucks
- 1997 – Turn the Radio Off
- 1998 – Why Do They Rock So Hard?
- 2002 – Cheer Up
- 2005 – We're Not Happy 'Til You're Not Happy
- 2007 – Monkeys for Nothin' and the Chimps for Free
- 2009 – Fame, Fortune, and Fornication
- 2012 – Candy Coated Fury